# Xirkuh
Àssad-ad-Din Xírkuh ibn Xadi (kurd: ئەسەدەدین شێرکۆ, ‘Lleó de les Muntanyes’; àrab: أسد الدين شيركوه بن شاذي, Asad ad-Dīn Xīrkūh b. Xāḏī) fou un general del zengita Nur-ad-Din Mahmud, i home d'estat a Egipte, a l'origen de la dinastia aiubita.
D'origen kurd del clan Rawandiyya, originari de Dvin a Armènia (el seu pare Xadi havia servit a la dinastia xaddàdida) va entrar al servei dels seljúcides, després que el seu germà gran Ayyub fou nomenat governador seljúcida de Takrit; els dos germans van haver de fugir a Mossul on van rebre petits feus de Zengi a la zona de Mesopotàmia. Xírkuh va combatre llavors per Zengi a Síria. A la mort d'aquest el 1146 va entrar al servei del seu fill i successor Nur-ad-Din Mahmud, del que va esdevenir cap de l'exèrcit i va rebre Homs i Rahba en feu. Va tenir diverses actuacions a Síria per compte del seu senyor, testimoniades entre 1154 i 1159. El 1161 va fer la peregrinació a la Meca.
L'octubre de 1163 l” ex visir fatimita Xàwar va arribar a Síria per demanar ajut a Nur-ad-Din per recuperar el càrrec, i va prometre un terç dels recursos d'Egipte per ajudar a la gihad a Síria. Nur-ad-Din va acceptar i va enviar un exèrcit manat per Xírkuh que va sortir l'abril del 1164. El 24 d'abril de 1164 va ocupar Bilbeis, arribant al Caire l'1 de maig, on va enderrocar al visir Dirgham i on va restaurar Xàwar, que fou confirmat pel califa; però una vegada en el poder el nou visir va rebutjar obeir a Nur-ad-Din i va intentar forçar el retorn de Xírkuh cap a Síria. Com que no ho va aconseguir, va demanar l'ajut d'Amauri o Amalric I de Jerusalem. Xírkuh es va fer fort a Bilbeis. Com a maniobra de distracció va organitzar un atac d'emirs a l'altra flanc, a Harim, prop d'Antioquia on l'11 d'agost deu mil francs van morir a una batalla. Un compromís entre Amalric i Xírkuh concertat a Bilbeis va establir que els dos exèrcits es retirarien (3 de novembre de 1164).
Però el pacte de Xàwar amb Amalric va incitar a Nur-ad-Din Mahmud, esperonat per Xírkuh, a autoritzar una nova expedició del general que va arribar a Egipte el gener del 1167 i va creuar el Nil a Atfih, arribant a Guiza on va restar uns 50 dies prop de les forces enemigues; la batalla contra Xàwar i els seus aliats croats es va lliurar a prop de les piràmides, a al-Babein (al-Babayn), el 18 de març i la victòria fou per Xírkuh; Amalric, que combatia al costat de Xàwar, va poder arribar al Caire i reunir-se amb els gros de les seves forces, mentre Xírkuh va entrar a Alexandria on va deixar al seu nebot Saladí amb una part de l'exèrcit. Xírkuh va fer llavors una incursió que va arribar fins a l'Alt Egipte; pel seu costat Saladí va aguantar a Alexandria un setge de quatre mesos. Finalment un acord va establir altre cop que Amalric i Xírkuh es retirarien d'Egipte (agost de 1167). El setembre Xírkuh estava de retorn a Damasc.
Xàwar havia de pagar cinquanta mil dinars a les forces sirianes i 100.000 dinars cada any a Amalric, però aquest tribut, exagerat, va provocar la revolta del camperols el 1168. Amalric, aprofitant que Nur-ad-Din estava absent al nord de Síria, va envair Egipte i va assetjar Bilbeis, i va entrar a la ciutat el dia de Tots Sants (1 de novembre) i va fer una matança indiscriminada dels seus habitants musulmans; això els va fer perdre el suport dels coptes, que fins llavors els havien donat suport. Al mateix temps Xàwar va fer cremar els barris vells del Caire (novembre del 1168); l'incendi va durar 58 dies; fou llavors el mateix califa, amb els croats a les portes del Caire, qui va demanar ajut a Nur-ad-Din contra el seu visir i els croats.
El desembre de 1168 una força de cinc mil homes estava preparada a Síria, prop de Damasc. Nur-ad-Din hi va afegir dos mil homes de la seva pròpia guàrdia. El gener de 1169 Xírkuh i el seu nebot Saladí van entrar al Caire. Els croats s'havien retirat abans de la seva arribada i no van presentar batalla. Es diu que Xírkuh i Xàwar tenien bones relacions, però que hi va haver converses secretes entre el califa fatimita i els amirs sirians per eliminar-lo, i que Xírkuh va arribar fins a alertar a Xàwar del perill; Izz-ad-Din Jurdik, un mameluc de Nur-ad-Din, era el cap dels partidaris d'eliminar a Xàwar. Fos com fos, Xàwar va caure en una emboscada i fou assassinat el 18 de gener de 1169. El califa va rebre el seu cap segons el costum i va signar un document nomenant Xírkuh com a nou visir amb el títol d'al-Malik al-Mansur amir al-djuyush.
Sembla que va deixar la direcció dels afers corrents en mans del seu nebot Saladí, encara que existeix un decret signat per ell datat el març de 1169. Va morir sobtadament el 23 de març de 1169 i fou enterrat al Caire. Els seus mamelucs foren coneguts com els Asadiyya. El seu fill Nàssir-ad-Din Muhàmmad va fundar la línia de prínceps aiúbides d'Homs.
Va deixar construccions religioses a Alep, Rahba i Damasc (a més del ribat a Medina on fou enterrat i algun altre edifici).